# دمج (سياسة)

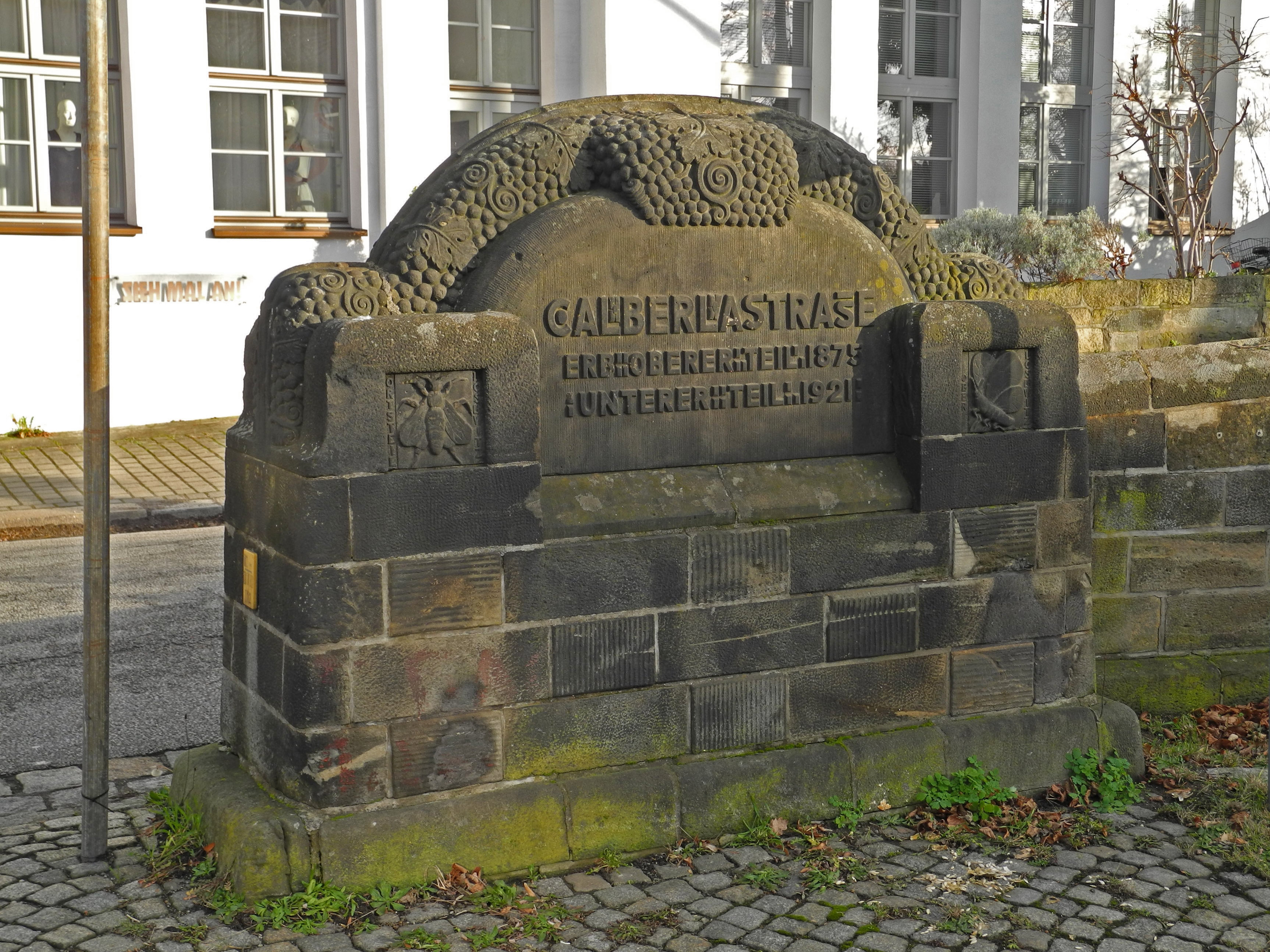
حجر تذكاري لإحياء ذكرى دمج لوسشفيتز في دريسدن (1921)

الدمج، أو التوحيد، بالمعنى السياسي أو الإداري، هو مزج كيانين سياسيين أو إداريين أو أكثر، مثل بلدية (بمعنى آخر مدن، بلدات، الخ)، محافظات، مديريات وما إلى ذلك في كيان واحد. يستخدم هذا المصطلح عند حدوث العملية داخل كيان سيادي.

## انظر ايضاً
- تكتل حضاري
- أكيومينوبوليس
- علم العمران
- دولة مدينة
- مدينة ضخمة
- مدينة كبرى
- حاضرة